# Sulazepam
Sulazepam là một dẫn xuất của benzodiazepine. Nó là dẫn xuất thioamide của diazepam. Nó được chuyển hóa thành diazepam, desmethyldiazepam và oxydiazepam. Nó có tác dụng an thần, giãn cơ, thôi miên, chống co giật và giải lo âu giống như các loại thuốc benzodiazepin khác. Nó không bao giờ được bán trên thị trường. 

Tổng hợp Sulazepam:

Điều trị diazepam bằng pentasulfide phosphor tạo ra thionamide tương ứng, sulazepam.